# Стряповка
Стряповка (укр. Стряпівка) — село Соледарской городской общине Бахмутского района Донецкой области Украины. Население по переписи 2001 года составляло 50 человек.